# Râul Măgheruș, Mureș
Râul Măgheruș sau Râul Aluniș este un mic de apă, afluent al râului Mureș. Râul traversează intravilanul orașului Toplița unde este regularizat, 

## Hărți
- Harta Județul Harghita
- Harta Munții Gurghiu  Arhivat în 25 iulie 2011, la Wayback Machine.